# Мишин, Игорь Анатольевич
И́горь Анато́льевич Ми́шин (17 января 1971 — 15 сентября 1994) — российский офицер, командир разведывательного взвода 149-го гвардейского мотострелкового полка 201-й Гатчинской мотострелковой дивизии в 1992—1994 годах, Герой Российской Федерации (1994, посмертно).

## Биография
Родился 17 января 1971 года в городе Нойштрелиц, (ГДР в Группе советских войск в Германии) в семье офицера. В 1988 году окончил среднюю школу № 59 города Омска. В этом же году поступил в Алма-Атинское высшее общевойсковое командное училище, которое окончил в 1992 году.
Проходил службу в 201-й Гатчинской дважды Краснознамённой мотострелковой дивизии, в составе Группы Пограничных войск России в Республике Таджикистан. Был командиром разведывательного взвода 149-го гвардейского мотострелкового Ченстоховского Краснознамённого ордена Красной Звезды полка.

### Подвиг
В Республике Таджикистан шла гражданская война, пик противоборства пришёлся на 1994 год. 15 сентября 1994 года при проведении боевой операции в городе Куляб старший лейтенант Мишин погиб. По некоторым сведениям, проводилась секретная операция по захвату одного из боевиков, влиятельной фигуры среди вооружённых формирований таджикистанской оппозиции.
Похоронен на Ново-Южном кладбище города Омска.

## Награды
Указом Президента Российской Федерации от 29 ноября 1994 года за мужество и героизм, проявленные при исполнении воинского долга в условиях, сопряжённых с риском для жизни, старшему лейтенанту Мишину Игорю Анатольевичу присвоено звание Героя Российской Федерации (посмертно).

## Память
В апреле 2009 года имя Героя России Игоря Мишина присвоено одной из улиц Омска в Ленинском административном округе. На доме, где жил герой, установлен мемориальный знак. На здании омской средней общеобразовательной школы № 59 в 2003 году установлена мемориальная доска.